# ЮНЕСКО
Організа́ція Об'є́днаних На́цій з пита́нь осві́ти, нау́ки і культу́ри (ЮНЕ́СКО) (англ. United Nations Educational, Scientific and Cultural Organization, фр. Organisation des Nations unites pour l'éducation, la science et la culture, UNESCO) — міжнародна організація, спеціалізована установа Організації Об'єднаних Націй, яка при співпраці своїх членів-держав у галузі освіти, науки, культури сприяє ліквідації неписьменності, підготовці національних кадрів, розвитку національної культури, охороні пам'яток культури тощо.
На початку 2013 року кількість країн-учасниць становила 195. На 2011 вона охоплювала 193 країн-держав; консультативний статус при ній мають неурядові організації (приблизно 250). У 2017 році Ізраїль та США заявили про вихід з організації.
Головний осередок ЮНЕСКО знаходиться в м. Парижі (Франція). ЮНЕСКО має видавництво Office des Presses de l'Unesco (різними мовами), в якому з'являються 26 періодичних видань, серед них «Кур'єр ЮНЕСКО» (35 мовами), «Культури», «Музеум», «Перспективи освіти» та інші. Україна є членом ЮНЕСКО від 1954 року.

## Історія
У 1942 році у Великій Британії за ініціативою президента Ради з освіти Англії Уельсу Річарда А. Батлера і президента Британської ради М. Робертсона була скликана конференція міністрів освіти країн-союзників (англ. Conference of Allied Ministers of Education). Зустріч, на якій були присутні представники 8 урядів, які перебувають в еміграції, відбулася в Лондоні з 16 листопада по 5 грудня. Основним питанням конференції було відновлення системи освіти з настанням миру. Замість одноразового заходу до грудня 1945 відбулося близько 60 зустрічей. Ідеї конференції знайшли підтримку у світовому співтоваристві.
Після закінчення Другої світової війни в Лондоні пройшла конференція Організації Об'єднаних Націй зі створення організації з питань освіти та культури (ЕКО / Конф) (англ. United Nations Conference for the establishment of an educational and cultural organization (ECO / CONF)). Конференція була скликана за рекомендацією зустрічі 1942 року і конференції ООН з міжнародної організації (англ. United Nations Conference on International Organization), яка відбулася у квітні-червні 1945 року в Сан-Франциско. Основними завданнями організації були встановлення справжньої культури миру та перешкоджання розв'язування нової світової війни, що реалізуються за допомогою сприяння забезпеченню «інтелектуальної та моральної солідарності людства».
16 листопада 1945 підписаний Статут ЮНЕСКО і створена підготовча комісія. Статут був підписаний представниками 37 держав з 44, присутніх на зустрічі. Статут набув чинності після того, як був ратифікований 20 державами. Це сталося 4 листопада 1946. Перша сесія генеральної конференції ЮНЕСКО, в якій взяли участь представники 30 держав, пройшла в Парижі з 19 листопада по 10 грудня 1946.
ЮНЕСКО є правонаступником міжнародного комітету Ліги Націй з питань інтелектуальної співпраці та її виконавчого установи — Міжнародного інституту інтелектуальної співпраці. Міжнародний комітет (або комісія) з інтелектуальної співпраці у складі 12 чоловік був створений в 1922 році за пропозицією Леона Буржуа, лауреата Нобелівської премії миру. Ліга Націй вважала питання культури та освіти внутрішніми справами держав та фінансово обмежувала діяльність комітету. Фінансова допомога була отримана від Франції в 1926 році разом з установою в Парижі Міжнародного інституту інтелектуальної співпраці. Інститут займався контактами між університетами, бібліотеками, науковими спілками, перекладом літературних творів, юридичними питаннями інтелектуальної власності, співробітництвом в області музеїв і мистецтва, зв'язками зі ЗМІ. Передача повноважень, які можуть бути виконані в межах плану діяльності ЮНЕСКО, здійснювалася відповідно до статті 9 статуту ЮНЕСКО та статті 63 статуту ООН. Крім того, ЮНЕСКО були передані фінансові активи інституту.

## Структура
Крім штаб-квартири організації в Парижі, існує цілий ряд регіональних, кластерних і національних офісів ЮНЕСКО, створених в рамках стратегії децентралізації і забезпечують її ефективну присутність у всіх регіонах та областях, а також зв'язок з агентствами ООН та іншими організаціями-партнерами. Адміністративну підтримку мережі забезпечує координаційне бюро ЮНЕСКО (англ. Bureau of Field Coordination). Зв'язок з ООН підтримується в офісах організації в Женеві і Нью-Йорку.

### Регіональні, кластерні та національні офіси
Всі діючі та асоційовані члени ЮНЕСКО організовані в п'ять регіональних груп: Африка, Ліга арабських держав, Азія і Тихий океан, Європа і Північна Америка, Латинська Америка і країни Карибського басейну. Основу розподілу складають географічні чинники, але не тільки вони. Багато програм і тематичні напрямки роботи організації формують регіональні мережі, спрямовані на вирішення проблем, специфічних для регіону. Діяльність регіональних мереж узгоджується з національними представництвами ЮНЕСКО, регіональними бюро та штаб-квартирою організації. Також вони тісно співпрацюють з NASA.
Регіональні бюро ЮНЕСКО надають спеціалізовану підтримку кластерним і національним офісам організації. Усього налічується 10 регіональних бюро організації, що працюють в галузях освіти, науки і культури. Найбільші підрозділи розташовано в Туреччині, Росії (Чечня), та Арабських Еміратах.
Основу структури ЮНЕСКО становить кластерна система. 27 кластерних офісів організації працюють зі 148 країнами-членами і здійснюють взаємодію між країнами в кластері з питань, що знаходяться в компетенції ЮНЕСКО, взаємодію з різними структурами ООН щодо здійснення спільних проєктів, а також здійснюють взаємодію з іншими офісами організації з різних напрямків діяльності. Виняток з кластерної системи становлять 27 національних офісів, покликаних обслуговувати 9 найбільш густонаселених країн світу, а також пост-конфліктні зони. Україна також входить до їх числа.

### Держави-члени, асоційовані члени та постійні представництва при штаб-квартирі ЮНЕСКО
Будь-яка держава, що є членом ООН може стати членом ЮНЕСКО, при припиненні членства в ООН автоматично відбувається вихід з ЮНЕСКО. Держави і території, що не входять в ООН, можуть стати членами організації за умови отримання двох третин голосів генеральної конференції. Для територій, що не керують своєю зовнішньою політикою, додатковою умовою є клопотання відповідального за зовнішні зносини держави. Вихід зі складу організації здійснюється після повідомлення Генерального директора, який набирає чинності 31 грудня року, наступного за тим, в якому було зроблено це повідомлення. Взаємовідношеннями з національними комітетами ЮНЕСКО займається відповідний підрозділ організації, до складу якого входять чотири регіональні секції (крім Африки).
Кожна держава-член має право призначити постійного представника при ЮНЕСКО. Цим правом скористалося 182 держави, крім того при ЮНЕСКО діє 4 постійних спостерігача і 9 спостережних задач міжурядових організацій.

### Генеральні директори
| Одрі Азулай             | Франція         | з 2017 року          |  |
| Ірина Бокова            | Болгарія        | 2009–2017            |  |
| Мацуура Коітіро         | Японія          | 1999–2009            |  |
| Федеріко Майор Сарагоса | Іспанія         | 1987–1999            |  |
| Амаду-Махтар М'Боу      | Сенегал         | 1974–1987            |  |
| Рене Майо               | Франція         | в.о. 1961; 1961—1974 |  |
| Вітторіно Веронезе      | Італія          | 1958–1961            |  |
| Лютер Еванс             | США             | 1953–1958            |  |
| Джон Вілкинсон Тейлор   | США             | в.о. 1952—1953       |  |
| Хайме Торрес Бодет      | Мексика         | 1948–1952            |  |
| Джуліан Гакслі          | Велика Британія | 1946–1948            |  |

### Офіційні мови
ЮНЕСКО має шість офіційних мов — англійську, арабську, іспанську, китайську, російську та французьку.
1946-го року, одразу по заснуванні організації, офіційними мовами секретаріату, генеральної конференції та виконавчої ради ЮНЕСКО були англійська та французька.
1950-го до мов генеральної конференції було додано третю — іспанську, а 1954-го — російську, під номером чотири. Того ж таки 1954-го обидві мови стали офіційними для виконавчої ради.
Згодом, 1974-го, основні органи управління включили були в список арабську мову — п'яту.
А китайську ж мову, шосту за рахунком, було додано 1977-го для виконавчої ради і невдовзі, 1980-го, — для генеральної конференції.

## Діяльність
Практична діяльність ЮНЕСКО будується на засадах середньострокового плану, розрахованого на 6 років. У свою чергу, на підставі такого плану складаються три дворічні програми. Конкретна робота Організації, що проводиться в рамках затверджених програм і здійснюється за такими головними напрямами:
- Велика програма I — Освіта.
- Велика програма II — Природничі науки.
- Велика програма III — Соціальні та гуманітарні науки
- Велика програма IV — Культура.
- Велика програма V — Комунікація та інформація.

Організацією реалізується цілий ряд довгострокових широкомасштабних міжнародних програм і проєктів у таких галузях, як океанографія, екологія, гідрологія, відновлювані джерела енергії, геологічна кореляція, науково-технічна інформація, інформатика, комунікація, біоетика, управління соціальними перетвореннями, повернення культурних цінностей, збереження всесвітньої культурної і природної спадщини, професійно-технічна освіта, освіта для XXI століття тощо.
Для координації міжнародної співпраці з реалізації цих програм створені та функціонують відповідні міжурядові комітети та ради, до складу яких входить встановлена кількість представників тих країн-членів, які обираються Генеральною конференцією на певний період. У країнах-членах діють національні органи із зазначених програм.

### Освіта
У галузі освіти основні зусилля ЮНЕСКО спрямовані на:
- сприяння розширенню доступу до базової освіти та ліквідації неписьменності;
- розвиток екологічної та превентивної, безперервної, професійно-технічної та вищої освіти;
- сприяння проведенню аналізу та оцінки національних освітніх систем, розробці політики та здійсненню реформ у галузі освіти з метою покращання її якості та адаптації до потреб суспільства;
- підготовку освітянських кадрів;
- сприяння визнанню еквівалентності навчальних курсів, свідоцтв і дипломів у сфері освіти.

### Наука
У галузі науки, окрім згаданих вище довгострокових міжнародних наукових програм, ЮНЕСКО сприяє міжнародній співпраці з розвитку фундаментальних та інженерних наук, вищої науки та її адаптації до потреб суспільства, розвитку та застосуванню в різних галузях нових інформаційних і телекомунікаційних технологій. У галузі гуманітарних наук реалізуються проєкти, що стосуються людських аспектів глобальних соціальних змін і розвитку, зміцнення демократичних процесів, забезпечення прав людини, усунення різного роду дискримінації, участі молоді у розвитку суспільства, питань багатоетнічного співіснування, запобігання національним та етнічним конфліктам, створення клімату соціальної гармонії.

### Культура
Діяльність ЮНЕСКО в галузі культури охоплює такі сфери:
- збереження та відродження матеріальної і нематеріальної культурної спадщини;
- розвиток мистецтв;
- сприяння розвитку сучасних культур;
- сприяння поверненню втрачених культурних цінностей країнам їхнього походження;
- поширення книг і читання шляхом сприяння розвитку книговидавничої справи;
- розвиток індустрії культури та розробка політики в галузі культури;
- захист авторських і суміжних прав;
- аналіз взаємозв'язку між культурою та розвитком, врахування культурного фактора у розвитку суспільства;
- розвиток культурного плюралізму та міжкультурного діалогу.

### Комунікації
У галузі комунікації та інформації ЮНЕСКО покликана сприяти вільному поширенню інформації, розвитку плюралізму та незалежності засобів інформації, зміцненню та модернізації інформаційних інфраструктур і служб документації (бібліотек, архівів) у країнах-членах, застосуванню нових інформаційних і телекомунікаційних технологій, підготовці кадрів у цій галузі.

## Інститути ЮНЕСКО

### Інститути та центри ЮНЕСКО в галузі освіти
- Міжнародний інститут планування освіти (англ. UNESCO International Institute for Educational Planning IIEP), Париж (Франція) і Буенос-Айрес (Аргентина)
- Міжнародне бюро освіти (англ. UNESCO International Bureau of Education IBE), Женева (Швейцарія)
- Інститут ЮНЕСКО з навчання протягом усього життя (англ. UNESCO Institute for Lifelong Learning UIL), Гамбург (Німеччина)
- Інститут ЮНЕСКО з інформаційних технологій в освіті (англ. UNESCO Institute for Information Technologies in Education IITE), Москва (Російська Федерація)
- Міжнародний інститут ЮНЕСКО з розвитку потенціалу Африки (англ. UNESCO International Institute for Capacity-Building in Africa IICBA), Аддіс-Абеба (Ефіопія)
- Міжнародний інститут ЮНЕСКО з вищої освіти в Латинській Америці і Карибському басейні (англ. UNESCO International Institute for Higher Education in Latin America and the Caribbean IESALC), Каракас (Венесуела)
- Міжнародний Центр ЮНЕСКО з проблем професійної освіти (англ. UNESCO International Centre for Technical and Vocational Education and Training, UNEVOC), Бонн (Німеччина)
- Міжнародний Центр Впровадження Програм ЮНЕСКО (англ. International Centre for UNESCO programmes promoting), Київ (Україна)

Основною метою діяльності є: сприяння діяльності ЮНЕСКО у зміцненні миру та безпеки, розповсюдженню культури та освіти серед народів в інтересах забезпечення поваги до справедливості, законності, прав і свобод людини, проголошених у Статуті Організації Об’єднаних Націй та захист спільних інтересів своїх представників.
Організацією реалізується цілий ряд довгострокових широкомасштабних міжнародних програм і проєктів у таких галузях, як екологія, гідрологія, відновлювані джерела енергії, науково-технічна інформація, інформатика, комунікація, біоетика, управління соціальними перетвореннями, повернення культурних цінностей, збереження всесвітньої культурної і природної спадщини, професійно-технічна освіта, освіта для XXI століття тощо.
Міжнародна організація МЦВП ЮНЕСКО об’єднує працівників, фахівців, науковців з багатьох інституцій України та Європейської Спільноти. Отримала офіційний статус члена Міжнародного Центру Впровадження Програм Організації Об’єднаних Націй з питань Освіти, Науки та Культури, сертифікат ЮНЕСКО від 21 січня 2008 року.
Організація має представництва в Польщі, Італії, США, а також об’єднує 8 благодійних організацій та фондів: БО БФО МЦВПЮ «Оберіг» в Тернополі, БО РБФ «Поділля» в м. Хмельницький, БО БФ «Всесвітня спадщина» м. Харків, БО Центрального регіону України в Дніпрі, ЗРБО МЦВПЮ во Львові, БФ «Сумна квітка» в м. Львів, Тернопільське обласне відділення МЦВПЮ в м. Тернопіль, БФ у США. Невдовзі планується відкриття представництва в Греції.

### Інститути та центри ЮНЕСКО в галузі науки
- Науково-дослідний інститут ЮНЕСКО з вивчення водних ресурсів (англ. UNESCO-IHE Institute for Water Education) Делфт (Нідерланди)
- Міжнародний центр теоретичної фізики (англ. International Centre for Theoretical Physics ICTP), Трієст (Італія)

### Статистичний інститут ЮНЕСКО
- Статистичний інститут ЮНЕСКО (англ. UNESCO Institute for Statistics) Монреаль (Канада).[15]

## Україна в ЮНЕСКО

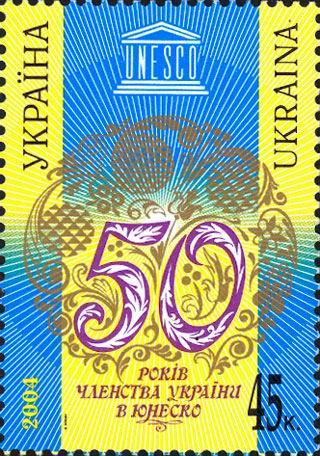
Марка України присвячена 50-річчю членства в ЮНЕСКО

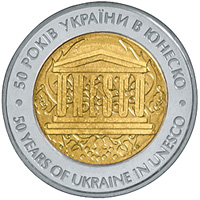
Ювілейна монета присвячена 50-річчю членства в ЮНЕСКО

Див. також: Список об'єктів Світової спадщини ЮНЕСКО в Україні; Національна комісія України у справах ЮНЕСКО
12 травня 1954 року Україна стала членом ЮНЕСКО після того, як 21 квітня того ж року до цієї організації вступив СРСР. Рішення про приєднання УРСР та БРСР стало можливим завдяки членству України і Білорусі в Організації Об'єднаних Націй, яке давало право приєднуватися до будь-яких міжурядових інституцій, які діяли в оонівській системі.
Постановою Ради Міністрів УРСР від 27 липня 1956 року № 898 було створено постійну Міжвідомчу Комісію УРСР в справах ЮНЕСКО, до складу якої входили близько 50 керівних представників міністерств і відомств, наукових і громадських установ. Ця комісія опрацьовувала плани роботи ЮНЕСКО і координувала роботу національних комітетів УРСР з наукових програм (геологічне співробітництво, гідрологічна програма, океанографічна комісія, вивчення слов'янських культур тощо). З 1995 року створено Національну комісію України у справах ЮНЕСКО.
Представниками УРСР в ЮНЕСКО були: Ю. Кочубей (згодом заступник міністерства закордонних справ УРСР, Постійний представник УРСР при ЮНЕСКО з 1971 року), М. Решетняк, А. Зленко, В. Скофенко та ін.
1974—1979 роках відділ музейних справ у системі ЮНЕСКО очолював Юрій Турченко. Не погоджуючись з радянською політикою в Україні у сфері культури та мистецтва, він покинув працю в ЮНЕСКО й залишився у Франції.
1980—1985 роках членом виконавчої ради ЮНЕСКО був представник УРСР — Г. Цвєтков.
1979 року відбулася міжнародна славістична конференція ЮНЕСКО у Києві, в якій взяли участь близько 200 славістів.
1970 року видається іноземними мовами «Бюлетень Комісії УРСР у справах ЮНЕСКО», видано брошуру М. Петрачкова, Т. Коваленка-Косарика «Україна — член ЮНЕСКО» (1966), А. Зленка «Unesco and Problems of the Present» (1984).
У плані діяльності ЮНЕСКО в Україні видано:
- G. Chevchuk «La politique culturelle dans la République socialiste soviétique d'Ukraine» (видання французькою та англійською мовами) — 1981 р.,
- альбом «Sculpture et architecture de bois» — 1981 р.,
- Леонід Новиченко «Taras Chevtchenko» — 1982 р.,
- «Антологія української радянської поезії» (анг. Poetry of Soviet Ukraine's New World: An Anthology) — 1986 р. та ін.

ЮНЕСКО відзначено:
- 150-річчя з дня народження Т. Шевченка,
- 250-річчя з дня народження Г. Сковороди,
- 100-річчя народження Лесі Українки, І. Франка, Є. Патона;
- влаштовано фестиваль фільмів О. Довженка (1984).
- Керамічне пано Л. Мішкової прикрашує коридор ЮНЕСКО
- 1500-річчя заснування Києва (1983), з цієї нагоди делегація ЮНЕСКО відвідала Київ на чолі з генеральним директором А. М. М'Боу.

Як і в інших міжнародних організаціях, представники УРСР в ЮНЕСКО виконували загально-радянські директиви.
За 47 років напрацьовано значний потенціал і досвід співпраці з цією Організацією у сферах її компетенції, а також багатостороннього міжнародного гуманітарного співробітництва.

### У часи незалежності
За період членства в ЮНЕСКО Україна виступала ініціатором започаткування багатьох міжнародних програм і проєктів. Зокрема, в ході 26-ї сесії Генеральної конференції ЮНЕСКО вона ініціювала розгортання масової міжнародної кампанії по викоріненню неписьменності. Ця кампанія набула широкого міжнародного визнання і лягла в основу 20-річної програмної діяльності ЮНЕСКО в цій галузі.
Україна висунула також пропозицію про використання засобів інформації з метою зміцнення миру, недопущення пропаганди війни, насильства і ненависті між народами, що дало поштовх до розробки і прийняття відповідної Декларації (1978 р.).
Україна була серед ініціаторів розробки Декларації про раси і расові забобони, започаткування проєктів стосовно ролі ЮНЕСКО у встановленні нового міжнародного економічного порядку, вивчення та поширення слов'янських культур тощо.
На 27-й сесії Генеральної конференції ЮНЕСКО (1993 р.) Україна виступила з ініціативою розробки «Програми культури миру». Ця ініціатива лягла в основу переорієнтації діяльності ЮНЕСКО в напрямку зміцнення її етичної місії та ролі у формуванні психології культури миру, клімату довіри і толерантності. На підставі цієї пропозиції розроблено міждисциплінарний проєкт «На шляху до культури миру», який став складовою частиною всіх наступних дворічних програм та стратегічних напрямків діяльності ЮНЕСКО до 2001 року.
В межах цього проєкту у 1999 р. в Києві під егідою другого Президента України Леоніда Кучми та за фінансовою участю ЮНЕСКО проведено Міжнародну конференцію «Демократичне врядування та культура миру в країнах Центральної, Східної та Південно-Східної Європи».
В ході 29-ї сесії Генконференції ЮНЕСКО Україна ініціювала звернення до ООН з метою проголошення ООН одного з років Міжнародним роком захисту, збереження та відродження культурної спадщини. На 56-й сесії Генеральної асамблеї ООН ця ініціатива знайшла своє відображення — 2002 рік проголошено ООН міжнародним роком із захисту світової культурної спадщини.
З огляду на історичний характер 30-ї сесії Генеральної конференції (останньої у другому тисячоріччі), Україна визначила такі найважливіші завдання ЮНЕСКО на сучасному етапі входження людства у XXI сторіччя: пошук формули гармонізації глобальних, регіональних і національних інтересів, нових форм співробітництва, зміцнення мандатної функції ЮНЕСКО та її ролі інтелектуального та морально-етичного центру як у системі ООН, так і на міждержавному рівні.
Україна обиралася до цілого ряду керівних та програмних органів ЮНЕСКО, насамперед до Виконавчої Ради. У 1981—1985 рр. представником УРСР у Виконраді було призначено Г. М. Цвєткова, 1995 — 1999 рр. представниками України були В. Д. Хандогій та А. М. Зленко.
15 жовтня — 3 листопада в штаб-квартирі ЮНЕСКО в Парижі відбулася 31-ша сесія Генеральної конференції ЮНЕСКО, в якій брала участь делегація України, на чолі з Заступником Голови Адміністрації Президента, Головою Національної комісії України у справах ЮНЕСКО А. К. Орлом.
У ході сесії ген. конференції відбулися вибори до Виконавчої ради ЮНЕСКО. Завдяки активній, чітко скоординованій та різноплановій роботі МЗС, Постпредставництва при ЮНЕСКО та дипломатичних установ України за кордоном нашу державу переважною більшістю голосів (116) було обрано до Виконавчої Ради ЮНЕСКО на чотирирічний термін. Окрім України до складу Виконради від II регіональної виборчої групи (країни Центральної та Східної Європи) були обрані Словаччина (81 голос) і Білорусь (72 голоси). Загалом у нашій виборчій групі на три вакантні місця у Виконраді, окрім України, претендували ще сім країн — Азербайджан, Албанія, Вірменія, Білорусь, Латвія, Словаччина та Югославія.
Представником України у Виконавчій раді Указом Президента України призначено А. К. Орла.
Нинішнє обрання України до Виконради засвідчило важливу роль, яку відіграє Україна у розвитку сучасного міжнародного й міжрегіонального гуманітарного співробітництва, її активну позицію в обстоюванні принципів й ідеалів Організації, а також набутий авторитет в ЮНЕСКО.
Україна також обиралась до Міжнародної координаційної ради програми «Людина i біосфера», Міжурядової ради Загальної програми з інформації, Міжурядового комітету Всесвітнього десятиріччя розвитку культури, Міжурядового комітету із сприяння поверненню культурних цінностей країнам їхнього походження, Комітету по штаб-квартирі.
Нині Україна є членом Виконавчої ради Міжурядової океанографічної комісії, Міжурядового комітету Міжурядової програми з інформатики, Міжурядової ради Міжнародної гідрологічної програми та Міжурядового комітету з авторського права.
Для реалізації деяких з довгострокових програм ЮНЕСКО в Україні створено і діють національні комітети, комісії та міжнародні центри.
Координацію діяльності національних інституцій в рамках Організації, покладено на міжвідомчу Комісію у справах ЮНЕСКО, яку було створено в 1956 р. У листопаді 1995 року Указом Президента України колишню Комісію було перетворено на Національну комісію України у справах ЮНЕСКО.
З 1970 року по 1990 рік видавався бюлетень Комісії. Наприкінці 1996 року поновлено його видання.
З грудня 1962 року в Парижі функціонує Постійне представництво України при ЮНЕСКО.
З моменту проголошення незалежності України Постійними представниками України при ЮНЕСКО були: Сліпченко Олександр Сергійович, Кочубей Юрій Миколайович, Зленко Анатолій Максимович.
У вишах та наукових закладах України станом на кінець грудня 2021 року діяло 11 кафедр ЮНЕСКО в галузях лінгвістики, філософії людського спілкування, застосування інформаційних та комунікаційних технологій в освіті, превентивної освіти та соціальної політики, екології техногенних регіонів, кріобіології, клітинної і молекулярної нейробіології, прав людини і демократії. Перша з них була відкрита 1992 року в Київському національному лігнвістичному університеті, остання (станом на березень 2023 року) - в Національній музичній академії України.
У 1967 р. Україна приєдналася до проєкту асоційованих шкіл ЮНЕСКО. Нині в Україні нараховується 37 асоційованих шкіл ЮНЕСКО. З листопада 1990 р. в Україні діє Українська асоціація клубів ЮНЕСКО, яка об'єднує близько 50 таких клубів.
Канали ЮНЕСКО використовуються для популяризації серед світового співтовариства української науки, культури та освіти. Інформаційні видання Організації публікують статті і матеріали про Україну. За фінансового сприяння з боку ЮНЕСКО в Україні було видано ряд книг, альбомів, матеріалів та публікацій. Проведено цілу низку конференцій та досліджень. Важливе значення в цьому плані має внесення ювілеїв видатних діячів та історичних подій українського народу до спеціального календаря ЮНЕСКО та участь Організації та її членів у відзначенні цих ювілеїв. У штаб-квартирі Організації проводяться українські виставки, концерти, кіноперегляди, наукові конференції тощо.
Важливе значення як в плані поширення інформації про Україну, так і поглиблення міжнародного співробітництва та її інтеграції в світову спільноту є внесення історико-архітектурних об'єктів України до Списку всесвітньої спадщини (архітектурний ансамбль «Софія Київська», Києво-Печерська Лавра та історичний центр м. Львів), а також включення українських біосферних заповідників до Міжнародної мережі біосферних заповідників ЮНЕСКО («Чорноморський» (1982 р.); «Асканія-Нова» (1982 р.); «Карпатський» (1992 р.); «Дунайський» (1998 р.); «Шацький» (2002 р.)). Вперше у світі у регіоні за безпосередньої участі України створено транскордонний тристоронній польсько-словацько-український біосферний заповідник «Східні Карпати» (1998 р.) та румунсько-український біосферний резерват «Дельта Дунаю» (1998 р.). У найближчій перспективі очікується на створення польсько-українського біосферного резервату «Західне Полісся».
Участь України в програмній діяльності ЮНЕСКО, крім використання інтелектуального потенціалу Організації та запозичення корисного міжнародного досвіду, дає змогу отримувати певні кошти для проведення в Україні міжнародних заходів по лінії ЮНЕСКО та виконання українськими фахівцями різного роду проєктів в сфері її компетенції, а також у формі отримання стипендій, грантів, обладнання, науково-технічної інформації, консультативної допомоги та забезпечення за рахунок Організації участі українських фахівців у міжнародних заходах.
У 1991—1997 рр. здійснювалась Програма «ЮНЕСКО-Чорнобиль», спрямована на залучення, в межах компетенції ЮНЕСКО, міжнародної допомоги з метою мінімізації наслідків аварії на ЧАЕС. За цією Програмою в містах Іванків, Бородянка та Славутич створено три центри соціально-психологічної реабілітації населення потерпілих від катастрофи територій, зокрема дітей та молоді. В рамках зазначеної програми отримано цінне медичне обладнання для діагностики захворювань крові вартістю 475 тис. дол.
21—23 лютого 2001 р. за фінансової підтримки ЮНЕСКО на базі Інституту журналістики Київського національного університету ім. Т. Г. Шевченка було проведено регіональний семінар «Роль ЗМІ у попередженні поширення СНІДу», а також ще три міжнародні конференції, в тому числі на підтримання регіонального діалогу в Європі, підвищення рівня вищої технічної освіти, розширення співробітництва в рамках європейського наукового та технологічного простору.
Одержання субсидій сприяє підтриманню на належному рівні співпраці України з ЮНЕСКО, розвитку міжнародного гуманітарного співробітництва українських інституцій, а відтак, зміцненню національного інтелектуального потенціалу та його інтеграції в регіональні та світові науково-технічні і культурно-освітні процеси.
Значний вплив на розвиток співробітництва України з ЮНЕСКО мали візити Генерального директора Організації в Україну. Відбулося чотири візити в Україну Генеральних директорів ЮНЕСКО. Амаду Махтар М'Боу (Сенегал) відвідав Україну у травні 1982 р. Два візити Федеріко Майора (Іспанія) відбулися у квітні 1991 р. та у листопаді 1997 р. Яскравим прикладом динамізації стосунків з ЮНЕСКО слугував і візит К. Мацуури в Україну (17—19 вересня 2000 р.) на запрошення Президента України Л. Д. Кучми та для участі у Міжнародній конференції «ЛІНГВАПАКС-VIII», що відбулася на базі Київського державного лінгвістичного університету.
ЮНЕСКО відіграє унікальну роль у захисті світової спадщини, щоб ми могли передати її наступним поколінням. Україна пишається об’єктами та місцями, що увійшли до переліку Світової спадщини.
Сила ЮНЕСКО полягає також у здатності знаходити адекватні відповіді на складні виклики. Україна долучена до цього процесу з 1954 року, і ми готові активно працювати спільно з іншими країнами-учасницями заради досягнення цілей.
Загалом відносини співробітництва між Україною та ЮНЕСКО розвиваються у конструктивному руслі, спрямованому, зокрема, на розширення участі українських інституцій у міжнародному співробітництві в гуманітарній сфері, а також на підвищення економізації участі України в програмній діяльності Організації.
24 липня 2023 року, згідно повідомлення Міністерства культури та інформаційної політики України, місія ЮНЕСКО найближчими днями прибуде до м. Одеси для проведення попередньої оцінки пошкоджень об'єктів культурної спадщини, які заподіяні в результаті російських ракетних ударів у ніч на 23 липня. 29 липня 2023 року, згідно повідомлення Одеської міськради, до Одеси прибула місія ЮНЕСКО, яка проведе комплексну оцінку шкоди, завданої культурним і релігійним об’єктам ракетними ударами, здійсненими ворогом з 19 по 23 липня. Місія працюватиме на чолі з К’ярою Децці Бардескі, координаторкою ЮНЕСКО в Києві у супроводі експертів.
7 вересня 2023 року, ЮНЕСКО внесло 20 об’єктів культурної спадщини України до Міжнародного списку культурних цінностей, які перебувають під посиленим захистом.
22 листопада 2023 року, в ході 24-ї сесії Генеральної асамблеї країн-учасниць Конвенції про охорону світової культурної і природної спадщини у штаб-квартирі ЮНЕСКО у Парижі, Україну вперше обрали до складу Комітету Світової спадщини ЮНЕСКО .

### Представники України в ЮНЕСКО
1. Кочубей Юрій Миколайович (1971—1977)
2. Решетняк Микола Тимофійович (1977—1983)
3. Зленко Анатолій Максимович (1983—1987)
4. Скофенко Володимир Федорович (1987—1991)
5. Сліпченко Олександр Сергійович (1991—1992)
6. Кочубей Юрій Миколайович (1992—1997)
7. Зленко Анатолій Максимович (1997—2000)
8. Дем'янюк Олександр Павлович (2000—2001)
9. Орел Анатолій Костянтинович (2001—2003)
10. Сергеєв Юрій Анатолійович (2003—2007)
11. Тимошенко Костянтин Володимирович (2007—2010)
12. Купчишин Олександр Михайлович (2010—2014)
13. Шамшур Олег Владиславович (2014—2020[26])
14. Омельченко Вадим Володимирович (2020— т.ч.[26][27])

## Критика та контроверсії
- У 1980-х роках США виходили із складу ЮНЕСКО, оскільки уряд США вважав, що «організація погано управляється і використовується в політичних цілях». В 2003 році США знову вступили в організацію.
- У 2000-х роках Держдепартамент США неодноразово критикував ЮНЕСКО за те, що багато членів організації ухиляються від сплати свого внеску і зловживають своїм положенням членів, користуючись грошима США.
США та Ізраїль неодноразово критикували ЮНЕСКО за проведення антиізраїльської політики.
- У 2011 році ЮНЕСКО прийняла Палестинську Автономію до свого складу як повноправного члена, тобто самостійну суверенну державу. Однак арабська Палестинська Автономія не є визнаною ООН державою. Президент США Барак Обама висловив з цього приводу протест, а США заморозили виплату свого щорічного траншу в ЮНЕСКО у розмірі $60 млн.
- 31 жовтня 2016 року, Генеральна конференція ЮНЕСКО прийняла «Резолюцію про окупацію Палестини» (Occupied Palestine Resolution, Document 200 EX/25), проєкт якої був запропонований Єгиптом і Палестинською арабською адміністрацією і яка заперечувала історичну пов'язаність єврейського народу з Храмовою горою та Єрусалимом. У проєкті резолюції немає жодного слова про права євреїв на святині Храмової гори та Єрусалима, але підкреслюються виключні права арабів-мусульман. В документі міститься різке засудження Ізраїлю за порушення прав мусульман в Єрусалимі. Не менше 15 разів в резолюції Ізраїль звинувачують в «окупації палестинських територій».
Проти цієї резолюції проголосували США, Велика Британія, Литва, Нідерланди, Естонія та Німеччина. За резолюцію проголосували 24 країни, в тому числі Росія, Китай, Алжир, Бангладеш, Марокко, Оман, Ліван, Катар, Іран, Мексика.
Після цього офіційний представник Держдепартаменту США Вікторія Нуланд заявила, що Вашингтон не платитиме внесок в розмірі $60 мільйонів, який повинен був перерахувати на рахунок організації до кінця листопада. Слідом за США про припинення фінансування ЮНЕСКО оголосили Канада, яка щорічно перераховувала в ЮНЕСКО близько $10 мільйонів, та Ізраїль, який вносив $2 мільйони.
- 12 жовтня 2017 року, США заявили про свій вихід з організації. Причина: незадовільне використання коштів та антиізраїльська політика ЮНЕСКО. Слідом за США заяву про свій вихід з організації зробив також Ізраїль[28]. Рішення США набрало чинності 31 грудня 2018 року. 1 січня обидві країни вийшли з організації.
У заяві Держдепартаменту сказано: …Це рішення було непросто прийняти. Воно відображає занепокоєння США з приводу зростаючих заборгованостей ЮНЕСКО, необхідності фундаментальних реформ в організації і антиізраїльській упередженості в ЮНЕСКО[29]
Ізраїльський прем'єр-міністр Біньямін Нетаньягу:Протягом останніх років ЮНЕСКО стало неадекватною організацією, яка повністю втратила професіоналізм на користь політичним інтересам певних країн[30] …Рішення Дональда Трампа вийти з ЮНЕСКО — мужнє і високоморальне, оскільки ця організація перетворилася на театр абсурду і замість того, щоб охороняти історію, вона її спотворює[31]
США продовжать співпрацю з ЮНЕСКО тільки в якості спостерігача[32]. Проте 30 червня 2023 року, в м. Парижі (Франція), держави-члени проголосували за відновлення повноправного членства США в організації, починаючи з липня 2023 року[33].
- У липні 2023 року, після російського обстрілу історичного центру Львова, ЮНЕСКО виступила із критикою, але не змогла назвати виконавця обстрілу[34].
- 15 листопада 2023 року, було повідомлено, що вперше в історії, Росія була виключена з виконавчої ради ЮНЕСКО[35].

## Цікаві факти

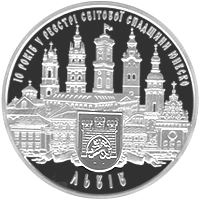
Ювілейна монета присвячена 10-річчю внесенню до реєстру світової спадщини ЮНЕСКО історичного центру міста Львова

На честь ЮНЕСКО названо астероїд 274300 ЮНЕСКО, відкритий в Андрушівській астрономічній обсерваторії, єдиній приватній обсерваторії України.